# Karoline Otto-Thate
Karoline Otto-Thate, geborene Karoline Christiane Thate, auch Caroline Otto-Thate, (* 1. März 1822 oder 1826 in Braunschweig; † 19. März 1897 in Stuttgart) war eine deutsche Theaterschauspielerin.

## Leben
Schon in jungen Jahren genoss die Tochter eines Sattlermeisters den Unterricht ihres Onkels, des Schauspielers Friedrich Lemke in Bremen. Sie war eine gelehrige Schülerin und bereits nach dreimonatigem Unterricht trat sie in „Toni“ von Theodor Körner in der Titelrolle in Bremen auf und wurde sofort für das Fach der jugendlichen Liebhaberinnen engagiert.
Nach kaum einjährigem Wirken daselbst debütierte sie 1843 als „Marie“ im „Muttersegen“ und „Walpurgis“ in „Goldschmieds Töchterlein“ am Hoftheater in Braunschweig. Obzwar sie gefiel, trat sie vorläufig doch noch nicht in den Verband dieser Bühne, sondern nahm zuerst Engagement in Köln, Düsseldorf, Elberfeld, woselbst sie als erste tragische und muntere Liebhaberin einen größeren Wirkungskreis fand.
Von 1846 bis 1851 wirkte sie am Hoftheater Kassel, von 1851 bis 1852 gastierte sie in Braunschweig und ab dem 1. November 1852 wurde sie dort fest verpflichtet und verblieb dort bis 1879.
Seit dem Tode ihres Ehemannes 1885, dem Chefredakteur der Deutschen Reichs-Zeitung Reinhard Otto, mit dem sie seit dem 12. Juni 1859 verheiratet war und der in erster Ehe mit Auguste Wernthal verheiratet war, lebte sie bei ihrem Pflegesohne, dem Hofschauspieler Egmont Richter in Stuttgart, wo sie auch verstarb.